# Fondation A Stichting
La Fondation A Stichting est une institution belge fondée en 2012, reconnue d’utilité publique, dont la vocation est de soutenir la création, la connaissance et la conservation de l’image photographique, située à Forest en Belgique.

## Historique
La Fondation A Stichting ouvre ses portes en octobre 2012 sur le site des anciennes usines Bata, avenue Van Volxem 304, à Forest en Belgique, au sud de Bruxelles.
Créée à l’initiative d’Astrid Ullens de Schooten, elle a pour vocation de soutenir la création, la connaissance et la conservation de l’image photographique. Elle est reconnue d’utilité publique.
La Fondation A Stichting propose trois expositions temporaires par an. Elle organise des ateliers réservés aux enfants et aux adolescents, en lien avec leurs enseignants.
En 2017, la fondation s’associe avec la région des Hauts-de-France et les Rencontres d’Arles dans la création de l’Institut pour la photographie à Lille.

## Expositions
Liste non exhaustive
- 2013: Mitch Epstein, New York Arbor[3].
- 2014 : Lee Friedlander Self and Family[4].
- 2018 : Paolo Gasparini, Latinopolis[5].
- 2019 : Nicholas Nixon, ce qui nous unit[6].